# Mukwa
Mukwa – miasto w Stanach Zjednoczonych, w stanie Wisconsin, w hrabstwie Waupaca.